# Na’omi Chazzan
Na’omi Chazzan (hebr.: נעמי חזן, ang.: Naomi Chazan, ur. 18 listopada 1946 w Jerozolimie) – izraelska politolog, działaczka społeczna i polityk, w latach 1992–2003 poseł do Knesetu z listy partii Merec.

## Życiorys
Urodziła się 18 listopada 1946 w Jerozolimie w stanowiącej brytyjski mandat Palestynie. 
Ukończyła politologię na Uniwersytecie Columbia, następnie uzyskała doktorat na Uniwersytecie Hebrajskim w Jerozolimie.
W wyborach parlamentarnych w 1992 po raz pierwszy dostała się do izraelskiego parlamentu z listy Merecu. W wyborach w 1996 i 1999 ponownie zdobywała mandat poselski, W czternasty i piętnastym Knesecie była zastępcą przewodniczącego parlamentu. W kolejnych wyborach utraciła miejsce w parlamencie.
Była autorką licznych publikacji książkowych i prasowych.